# Ophiorrhiza tingens
Ophiorrhiza tingens är en måreväxtart som beskrevs av Charles Baron Clarke och Cecil Ernest Claude Fischer. Ophiorrhiza tingens ingår i släktet Ophiorrhiza och familjen måreväxter. Inga underarter finns listade i Catalogue of Life.